# Prințesa Maria Clotilde a Savoiei
Maria Clotilde de Savoia (Ludovica Teresa Maria Clotilde; 2 martie 1843 – 25 iunie 1911) s-a născut la Torino; a fost fiica lui Vittorio Emanuele II mai târziu rege al Italiei și a primei lui soții, Maria Adelaide de Austria. A fost soția lui Napoléon Joseph Charles Paul Bonaparte.

## Familie
Maria Clotilde a fost primul născut din cei opt copii ai lui Victor Emanuel al II-lea al Italiei și ai primei lui soții, Maria Adelaide de Austria. Bunicii paterni ai Mariei Clotilde au fost Carlo Alberto al Sardiniei și Maria Theresa de Austria. Bunicii materni au fost Arhiducele Rainer de Austria și Elisabeta de Savoia. Rainer a fost fiul cel mic al împăratului Leopold al II-lea.

## Căsătorie
La 30 ianuarie 1859 s-a căsătorit la Torino cu Napoléon Joseph Charles Paul Bonaparte (1822–1891). Împreună au avut trei copii.
| Nume                      | Naștere | Deces | Note |
| ------------------------- | ------- | ----- | --- |
| Napoléon Victor Bonaparte | 1862    | 1926  | Căsătorit cu Prințesa Clémentine a Belgiei, fiica regelui Leopold al II-lea al Belgiei.                                    |
| Louis Bonaparte           | 1864    | 1932  | |
| Maria Letizia Bonaparte   | 1866    | 1926  | În 1888 a devenit a doua soție a unchiului ei Amedeo (1845–1890), Duce de Aosta, și din 1870 până în 1873 rege al Spaniei. |

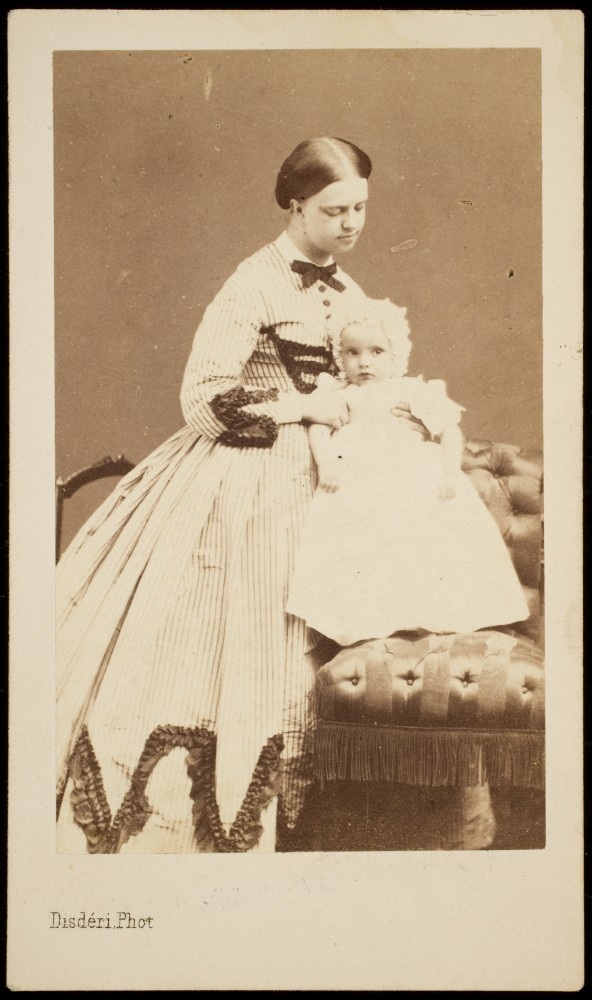
Prințesa Clotilde cu fiul ei Napoléon Victor.

Mariajul lor nu a fost fericit, Maria Clotilde prefera viața liniștită în timp ce Napoléon Joseph prefera stilul de viață plin de distracții de la curtea franceză. Un alt factor al mariajului lor nefericit a fost circumstanțele care au condus până la căsătoria lor. Maria Clotilde avea doar 15 ani la nuntă în timp ce el avea peste 37 de ani.
Căsătoria lor a fost negociată din motive politice în timpul conferinței de la Plombières (iulie 1858). Cum Maria Clotilde era prea tânără pentru căsătorie, Napoléon Joseph a trebuit să aștepte până anul următor. Căsătoria lor a fost de multe ori comparată cu cea dintre un elefant și o gazelă; mirele avea puternice caracteristici napoleoniene (larg, voluminoas și greoi), în timp ce mireasa părea fragilă, scundă, cu părul blond și cu nasul caracteristic al Casei de Savoia.
Soțul ei i-a fost necredincios iar ea s-a implicat în activități de caritate. Maria Clotilde a fost descrisă ca fiind foarte mândră, bigotă, cuminte și modestă.
Căsătoria a fost nepopulară atât în Italia cât și în Franța. Recepția oficială de primire a lor la Paris, la 4 februarie, a fost întâmpinată cu răceală nu din lipsă de respect față de fiica regelui de Savoia ci din antipatie față de soțul ei.
După căderea celui de-Al Doilea Imperiu Francez au fost obligați să părăsească Parisul și s-au stabilit pe o frumoasă moșie din apropiere de Lacul Geneva. După decesul tatălui Mariei Clotilde în 1878, ea s-a întors la Torino fără soțul ei. În această perioadă, fiica lor Maria Letizia a locuit cea mai mare a timpului la Castelul Moncalieri cu mama sa însă cei doi fii au stat în principal cu tatăl lor.
Maria Clotilde a murit la Moncalieri la vârsta de 68 de ani. A fost înmormântată acolo și a primit onoruri regale.